# Seznam portugalskih generalov
Seznam portugalskih generalov.

## A
Alfonso de Albuquerque -Caetano António de Almeida - Manoel Ribeiro de Araújo - Henrique Pereira da Cunha e Azevedo Corte Real - 

## B
Martins Barrento - 

## C
Carlos Frederico Bernardo de Caula - Francisco da Costa Gomes

## E
António Ramalho Eanes -

## G
Carlos Galvão de Melo - Vasco Gonçalves

## M
Joăo Telles de Menezes e Mello - 

## L
Francisco H. Craveiro Lopes - 

## S
António de Spínola